# Meister Floh

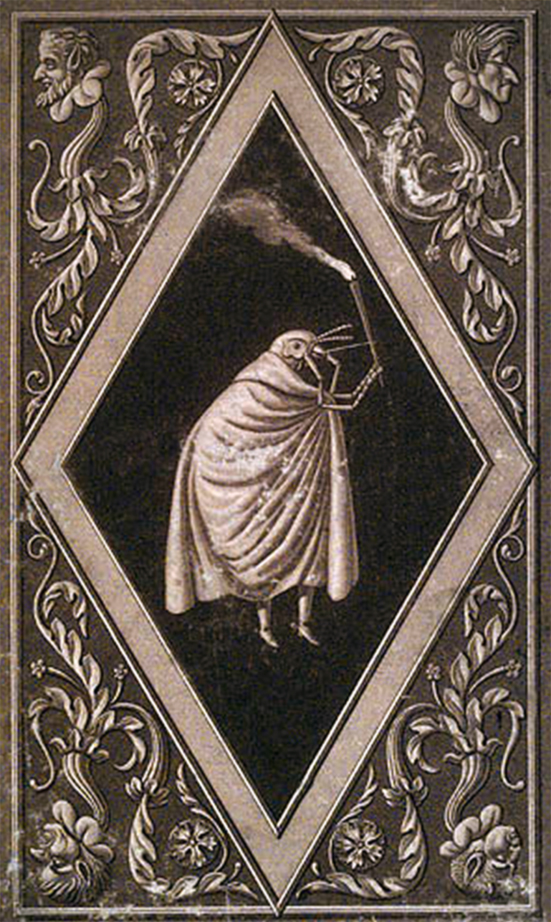
Meister Floh mit Stiefeln, Toga und Fackel (Abbildung auf der Umschlagsrückseite der 2. Auflage von 1826)

Meister Floh – Ein Märchen in sieben Abenteuern zweier Freunde ist eine Erzählung von E. T. A. Hoffmann, die von dem Frankfurter Kaufmannssohn Peregrinus Tyß handelt, der von Figuren aus einer Phantasiewelt besucht wird, die sich in sein Leben einschleichen und es in Verwirrung bringen. Obwohl als Kunstmärchen konzipiert, erschien die Erstfassung im Jahr 1822 zensiert und um zwei Kapitel gekürzt, da sie satirische Anspielungen auf einen Fall enthielt, den Hoffmann zuvor als Mitglied der „Immediat-Kommission zur Ermittlung hochverräterischer Verbindungen und anderer gefährlicher Umtriebe“ in Preußen zu untersuchen hatte. Erst im Jahr 1906 wurden die zensierten Kapitel entdeckt und 1908 veröffentlicht.

## Inhalt

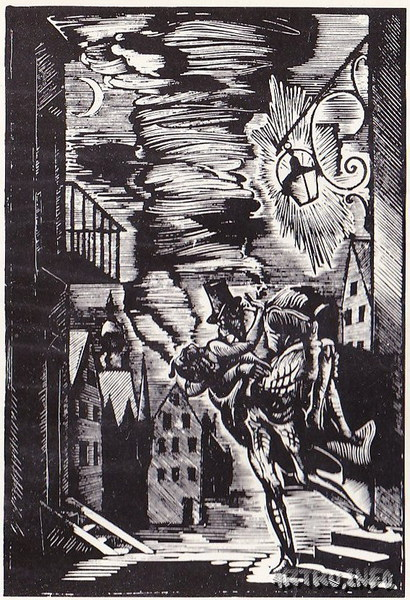
Peregrinus trägt die scheinbar ohnmächtige Dörtje in sein Haus. Illustration von Alexei Krawtschenko.

Die Erzählung gliedert sich in sieben Kapitel, die von E. T. A. Hoffmann „Abenteuer“ genannt werden.

### Erstes Abenteuer
Peregrinus Tyß kommt nach dreijähriger Wanderschaft nach Hause und erfährt, dass seine Eltern während seiner Abwesenheit gestorben sind. Sein Vater, ein reicher Kaufmann, hat ihm ein Haus mit einer großen Wohnung in Frankfurt am Main hinterlassen. Der schüchterne, verträumte Peregrinus lebt daraufhin ein einsames Leben. Aline, die alte Haushälterin seiner Eltern, kümmert sich um alles und ermöglicht dem 36-Jährigen, sich in seine Phantasiewelt einzuspinnen. Er liest viel und feiert das Weihnachtsfest wie in seiner Kinderzeit. So kauft er für sich Geschenke, mit denen er anschließend arme Familien beschert. Als er eines der Weihnachtsgeschenke auspackt, findet er die Schachtel leer vor. Das Paket muss verwechselt worden sein, denn er vermisst ein anderes, in dem sich Zinnfiguren befanden. Peregrinus packt, nachdem er eine Weile mit den Geschenken gespielt hat, die Spielsachen wieder ein und bringt sie in diesem Jahr den Kindern des Buchbinders Lämmerhirt.
Hier trifft er auf eine schöne, geheimnisvolle Frau, die ihm das vermisste Paket gibt. Sie nennt sich wie seine Haushälterin Aline, gibt vor, ihn schon lange zu kennen und scheint über Einzelheiten seines Lebenswandels bestens informiert zu sein. Es ist, wie man später erfährt, Dörtje Elverdink, die Nichte und Assistentin des Flohbändigers Leuwenhoek. Auf dem Rückweg spielt sie Peregrinus eine Ohnmacht vor und lässt sich von ihm in sein Haus tragen. Dort fordert sie die Herausgabe eines Gefangenen, der sich in seiner Wohnung befinden soll. Peregrinus hat aber keine Ahnung, dass sie den „Meister Floh“ sucht. Darauf läuft sie aus dem Zimmer und die Treppe hinunter.

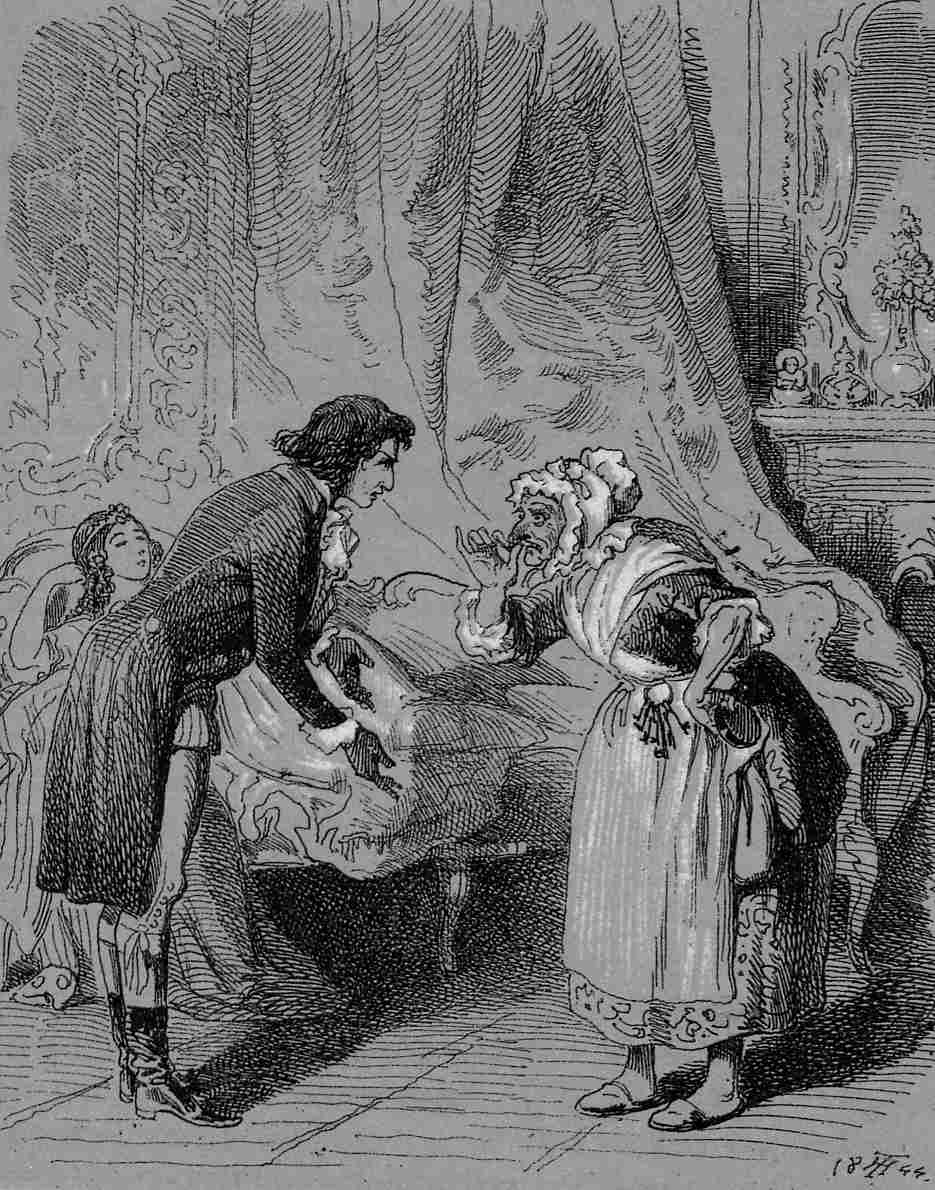
Peregrinus, Haushälterin und Dörtje. Illustration von Theodor Hosemann (1844/45)

### Zweites Abenteuer
Schauplatz des zweiten Abenteuers ist das Haus des Flohbändigers Leuwenhoek. Dieser betreibt in Frankfurt einen Flohzirkus, in dem man mit einer Lupe die dressierten Flöhe, verkleidet als Soldaten, bei ihren Sprüngen betrachten kann. Die Flöhe sind jedoch soeben mit ihrem „Meister“ entflohen, und das Publikum hält den Flohbändiger nun für einen Betrüger. George Pepusch, ein Freund des Flohbändigers, erfährt, dass dessen Assistentin, die schöne Dörtje Elverdink, die Leuwenhoek wie eine Sklavin gehalten und als Attraktion für seine Schau benutzt hat, ebenfalls verschwunden ist. Pepusch stellt Leuwenhoek zur Rede, weil er in das Mädchen verliebt ist.
Der Flohbändiger erzählt Pepusch, dass er der Mikroskopbauer Antoni van Leeuwenhoek sei, der 1725 in der Alten Kirche in Delft beigesetzt wurde, und zugleich ein Magier, der durch eine mikroskopische Projektion Märchenfiguren aus der Phantasie- in die reale Welt bringen und sie verwandeln könne. Dörtje Elverdink sei eigentlich die Prinzessin Gamaheh aus dem Märchenland „Famagusta“, die Tochter des Königs Sekakis und der Blumenkönigin. Die Prinzessin sei vor dem Egelprinzen, dem größten Feind der Blumenkönigin, geflohen, dieser habe sie jedoch aufgespürt und der auf einem Moosteppich im abendlich kühlen Zypressenwald Schlafenden das Blut „ausgeküsst“. Der Genius Thetel habe den Egelprinzen mit einem Wurf Kristallsalz getötet und die Ohnmächtige als Staubkorn in eine Tulpe versetzt. Dort habe der Magierkollege sie mit seiner Lupe aufgespürt. Er selbst sei zu Hilfe gerufen worden und es sei ihm gelungen, die schlafende Prinzessin zu erwecken und ihr ihre natürliche Größe zurückzugeben. Deshalb sei sie sein Eigentum und begleite ihn auf seinen Reisen. In Deutschland werde Dörtje von den Leuten Aline genannt.
Nach dieser Erzählung behauptet George Pepusch, nicht der Genius, sondern er habe die Prinzessin gerettet. Er sei nämlich die Distel Zeherit, auf welche die Prinzessin damals nach dem Saugkuss niedergesunken sei, und diese habe den Egelprinzen mit ihren Stacheln getötet. Der Erwecker sei nicht Leuwenhoek, sondern „Meister Floh“ gewesen. Nach der Vergrößerung durch die beiden Magier habe er durch einen belebenden Stich das stockende Blut der Prinzessin wieder in Wallung gebracht. Pepusch nennt den Flohbändiger einen Scharlatan und zerstört dessen mikroskopischen Apparat. Danach irrt er ziellos durch die nächtlichen Straßen Frankfurts und sieht plötzlich in einem hell erleuchteten Zimmer im Erdgeschoss des Tyß-Hauses Dörtje Elverdink. Als er über das Gitter klettern will, um sie näher zu sehen, wird er vom Nachtwächter entdeckt und als vermeintlicher Einbrecher in den Arrest gesteckt.

### Drittes Abenteuer
In seinem Schlafzimmer wird Peregrinus Tyß von einem seltsamen Wesen geweckt, das sich „Meister Floh“ nennt. Diese kleine, kaum eine Spanne lange Gestalt ist das Oberhaupt aller Flöhe. Meister Floh kann sprechen und ist sehr belesen. Er zeigt sich nur selten in makroskopischer Gestalt und ist meist für das Menschenauge nicht ohne Lupe wahrzunehmen.
Meister Floh erzählt Peregrinus die Vorgeschichte: Das Mädchen Aline, das er am vergangenen Tag in sein Haus gebracht hatte, auch Dörtje Elverdink genannt, sei eigentlich die Prinzessin Gamaheh. Er selbst habe sie mit einem Stich aus ihrer Ohnmacht geweckt. Beim Flug des Genius mit der Prinzessin sei er abgestürzt und durch den Verrat Dörtjes in die Hände des Flohbändigers geraten, der in seinem Zirkus sein Volk Kunststückchen vorführen ließ. Doch der freiheitsliebende Meister sei mitsamt seinen kleinen Akrobaten geflohen, zur Bude des Spielzeugkrämers gehüpft und in eine leere Spielzeugschachtel gesprungen, die Peregrinus irrtümlich anstelle einer mit Bleisoldaten und Jagdszenen nach Hause gebracht habe. Nun suche Leuwenhoek seinen Hauptartisten, den er brauche, um bei seinen Dressuren die Macht über das Volk der Flöhe ausüben zu können, sowie seine ebenfalls verschwundene Assistentin Dörtje. Das Mädchen verfolge allerdings die Spur des Flohs in eigenem Interesse, weil es wie eine Drogensüchtige die Impulsstiche des Meisters zum Leben brauche. Peregrinus verspricht Meister Floh, sich nicht von Dörtje verführen zu lassen und ihn nicht auszuliefern. Dafür bekommt er von ihm ein Gedankenmikroskop, eine kleine Linse, mit der man die wahren Gedanken der Menschen lesen kann. Diese Linse wird von Meister Floh vor seine Pupille gesetzt, sobald Peregrinus mit den Fingern schnippt.
Peregrinus erfährt am Morgen von seiner Haushälterin Aline, dass Dörtje das Haus noch nicht verlassen hat, sondern im Zimmer seines Mieters, des alten Herrn Swammerdamm, der sich der Kürze halber meist Swammer nennt, untergekommen ist. Wenig später erscheint Swammerdamm bei Peregrinus, um ihm die Anwesenheit Dörtjes mitzuteilen. Er ist ebenfalls Mikroskopist wie sein Kollege Leuwenhoek und behauptet, identisch mit dem 1680 in Holland verstorbenen Naturwissenschaftler Jan Swammerdam zu sein. Es stellt sich heraus, dass Swammerdamm jener Magier ist, der die Prinzessin Gamaheh schlafend in einer Tulpe entdeckt und Leuwenhoek zu Hilfe gerufen hat, um sie aus der Tulpe zu befreien.
Nachdem sich Peregrinus von Swammerdamm verabschiedet hat, treten plötzlich Abgesandte des Rats der Stadt Frankfurt ein und teilen ihm mit, dass sie ihn verhaften und seine Papiere beschlagnahmen müssten. Ihm bleibt nichts anderes übrig, ihnen zu folgen. Meister Floh reist auf dem Halstuch des Peregrinus sitzend mit.

### Viertes Abenteuer
Peregrinus trifft im Gefängnis auf den noch immer arrestierten George Pepusch. Die beiden kennen sich aus Madras, wo Peregrinus auf seiner Reise längere Zeit Station gemacht hat. Es stellt sich heraus, dass der Geheime Hofrat Knarrpanti, der im Auftrag eines Fürsten nach einer entführten Prinzessin sucht, für die Verhaftung Peregrinus verantwortlich ist. Knarrpanti hörte von einem Gerücht, dass aus einer großen Gesellschaft, die ein Bankier am Weihnachtsabend gegeben hatte, eine vornehme Frau entführt worden sei. Auch wenn niemand weiß, um wen es sich dabei gehandelt haben könnte, da keine Frau der Gesellschaft vermisst wird, setzt Knarrpanti die Verhaftung des Peregrinus Tyß durch. Er behauptet, „dass, sei erst der Verbrecher ausgemittelt, sich das begangene Verbrechen von selbst finde.“ Außerdem haben zwei Zeugen beobachtet, wie Peregrinus eine junge Frau in sein Haus getragen hat. Mangels Beweisen wird er kurz danach aus dem Gefängnis entlassen und bürgt für Pepusch, damit auch dieser freikommt.

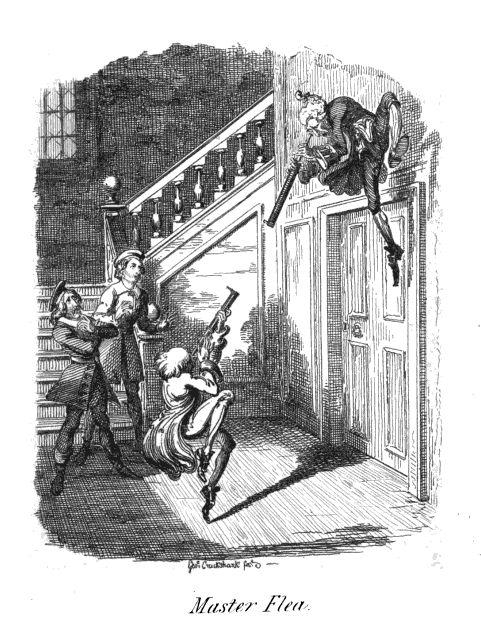
Teleskop-Duell der Magier. Illustration von George Cruikshank (1826).

Mit Hilfe der Linse von Meister Floh kann Peregrinus die wahren Gedanken der Menschen erkunden. Beispielsweise hört er gleichzeitig zu Swammerdamms und Leuwenhoeks Schmeicheleien oder zu Dörtjes Koketterie bzw. Umgarnung ihre Motive, an seinen Talisman, den mächtigen Floh, heranzukommen, und reagiert zu ihrer Überraschung darauf anders als erhofft. Bei der Rückkehr in sein Haus trifft er vor dem Zimmer Swammerdamms auf den Flohbändiger Leuwenhoek. Kurze Zeit später treffen auch Pepusch und Swammerdamm ein. Leuwenhoek und Swammerdamm zücken sofort ihre Ferngläser und beginnen sich mit diesen Instrumenten im Flur des Hauses zu duellieren.
Pepusch verlässt das Haus, nachdem er Dörtje nicht mehr im Zimmer Swammerdamms angetroffen hat. Peregrinus aber geht nach oben in seine Wohnung, wo Dörtje ihn erwartet. Die Prinzessin gesteht Peregrinus ihre Liebe, möchte jedoch die Auslieferung des Meisters Floh erreichen. Bevor es dazu kommt, stürmt plötzlich Pepusch ins Zimmer. Als die Prinzessin in Ohnmacht fällt, trägt Pepusch sie davon.

### Fünftes Abenteuer
Peregrinus wird erneut von Hofrat Knarrpanti verhört, der versucht, in den beschlagnahmten Briefen und Tagebuchaufzeichnungen Beweise zu finden. Insbesondere will er wissen, was sich Peregrinus denn dabei gedacht habe, als er immer wieder über Entführungen schrieb, etwa Die Entführung aus dem Serail von Mozart oder Jüngers Entführung. Peregrinus kommt auf die Idee, das Gedankenmikroskop gerade bei jenem Geheimen Hofrat einzusetzen, der seinerseits gerne die Gedanken anderer Menschen erforscht, weil er das Denken an sich schon als gefährlich einstuft. Meister Floh setzt ihm das Glas vor seine Pupille, und Peregrinus sieht, dass Knarrpanti ihn gar nicht für schuldig hält, sondern ihm mit aus dem Zusammenhang gerissenen Zitaten aus seinen Briefen und Tagebüchern eine erfundene Prinzessin-Entführung und Ermordung nachzuweisen versucht, um sich bei seinem Fürsten zu profilieren. Auf diese Idee ist er durch Tratschereien gekommen, dass Peregrinus am Weihnachtsabend ein Mädchen, es war die Bewusstlosigkeit simulierende Dörtje, in sein Haus getragen habe. Mit seinem Geheimwissen kann Peregrinus Knarrpantis Strategie durchkreuzen und kommt frei.
Durch seine Haushälterin Aline erfährt Peregrinus, dass die von Pepusch entführte Gamaheh-Dörtje in Swammerdamms Zimmer zurückgekehrt ist. Sie habe sie dort besucht und von ihr Seltsames über ihre Verwandtschaftsverhältnisse erfahren. Auch sei es ganz dringend, dass Peregrinus der Prinzessin endlich das kleine Wesen zurückgebe, das ihr entlaufen sei. Peregrinus weist das energisch zurück und läuft aus dem Haus. Er flüchtet sich in die Natur, begleitet von Meister Floh, der immer auf seiner Kleidung sitzt. Dieser erklärt ihm, dass er eine wesentliche Rolle dabei spielen werde, zu entscheiden, wem die Prinzessin in Zukunft angehören solle. Bevor er aber nähere Details verraten kann, springt plötzlich Pepusch aus einem Gebüsch, überreicht Peregrinus eine Pistole und will sich mit ihm duellieren. Er schießt mit seiner eigenen Pistole auf Peregrinus, durchlöchert aber nur dessen Hut. Peregrinus dagegen schießt absichtlich in die Luft. Da ruft Pepusch, die Prinzessin liege in Swammerdamms Wohnung im Sterben, und läuft eilig davon. Darauf kehrt Peregrinus mit Meister ins Haus zurück, wo er in Swammerdamms Zimmer die sterbenskranke Prinzessin erblickt. Sie versichert ihm ihre Liebe und meint, dass es nun endlich an der Zeit sei, den Gefangenen herauszugeben. Peregrinus will diese Forderung neuerlich ablehnen, um sein Versprechen nicht zu brechen, aber da springt Meister Floh selbst auf die kranke Prinzessin, um sie mit einem Stich zu beleben.

### Sechstes Abenteuer
In einem Weinhaus treffen sich zwei seltsame Gestalten: Der eine nennt sich Douanier Egel, der andere ist der Ballettmeister Legénie. Es handelt sich aber um den Egelprinzen und den Genius Thetel, die schon aus der Erzählung Leuwenhoeks im zweiten Abenteuer bekannt sind. Beide spielen in der Geschichte um die Prinzessin Gamaheh eine wichtige Rolle. Sie sind gekommen, um sich die Prinzessin zurückzuholen, und geraten darüber in Streit, bis der Wirt sie hinaus wirft. Vor dem Haus treffen sie auf Pepusch, der sie sofort attackiert. Der Wirt trennt die Streitenden und drängt Pepusch, mit ins Wirtshaus zu kommen. Dort erzählt Pepusch, dass er seinen Freund Peregrinus fast getötet und sich dann aus Verzweiflung selbst eine Kugel durch den Kopf gejagt habe. Als er zum Beweis die Pistolen vorlegt, stellt sich heraus, dass es Spielzeugwaffen aus Holz sind. Der Wirt teilt Pepusch mit, dass Peregrinus erst vor kurzer Zeit bei ihm im Lokal gewesen sei und ihm erzählt habe, er verzichte auf Dörtje-Gamaheh und gehe zu dem Flohbändiger, um sich nach seinem Horoskop und nach der Zukunft zu erkundigen.
Peregrinus erfährt von Leuwenhoek, dass er einen Talisman, einen Karfunkel, der sich früher tief in der Erde befunden habe, in sich trage. Dessen Macht würde aber erst durch ein bestimmtes Ereignis wirksam werden. Durch das Gedankenmikroskop kann Peregrinus feststellen, dass Leuwenhoek selbst nicht weiß, um welches Ereignis es sich dabei handeln könnte. Pepusch folgt Peregrinus zum Haus Leuwenhoeks und versöhnt sich mit ihm, nachdem dieser bestätigt hat, dass er endgültig auf Dörtje verzichtet. Swammerdamm und Dörtje kommen hinzu und sofort bekämpfen sie die beiden Magier mit ihren Fernrohren und werfen sich gegenseitig tödliche Blicke zu. Peregrinus und Pepusch können gerade noch verhindern, dass sie sich gegenseitig verletzen. Auch Egel-Egelprinz und Thetel-Legénie mischen sich ein. Dörtje will, dass Peregrinus sie heiratet, er widersteht ihr aber wegen des Versprechens an Pepusch und Meister Floh.

### Siebtes Abenteuer
Peregrinus trifft Röschen, die hübsche und fromme Tochter des Buchbinders Lämmerhirt, verliebt sich in sie und beschließt, das Gedankenmikroskop nicht mehr zu benutzen, da es nicht glücklich macht, die anderen zu durchschauen. Er erkennt im Traum, dass er selbst der mächtige Märchenkönig Sekakis ist, und sein Talisman, der Karfunkel, ist die Liebe zu Röschen. Sie heiraten in ihrem neuen Landhaus mit großem Garten in der Nähe der Stadt. Röschen stärkt sein Vertrauen in die Menschen und durch den Strahl aus seinem Talisman lösen sich die dämonischen Figuren (die Zauberer, Thetel und der Egelprinz) auf. Auch Pepusch und Gamaheh heiraten, aber nach der Hochzeitsnacht sind sie verschwunden. Im Garten findet man am Morgen eine verblühte Fackeldistel, an die sich eine ebenfalls verblühte Tulpe schmiegt.
Meister Floh ist zu seinem Volk zurückgekehrt. Bei verschiedenen Gelegenheiten, besonders aber am Weihnachtsabend, besucht er Peregrinus und Röschen und beschenkt ihren Sohn mit kleinen, von den geschickten Flöhen angefertigten Spielsachen.

## Entstehungsgeschichte und Rezeption
Bereits im August 1821, nachdem Hoffmann aus der „Immediat-Kommission“ ausgeschieden war, plante er das Märchen zu schreiben und kündigte dies seinem Verleger Friedrich Wilmans in Frankfurt am Main an. Es sollte im Winter 1821 als Weihnachtserzählung erscheinen. Die Herausgabe verzögerte sich durch mehrere Krankheiten Hoffmanns. Erst Anfang November konnte er seinem Verleger die ersten beiden Kapitel des Manuskripts zusenden, von denen er aber keine Abschrift gemacht hatte. Ihm lag also der erste Teil der Erzählung nicht vor, als er die weiteren Kapitel schrieb. Die letzten Kapitel musste E. T. A. Hoffmann diktieren. Eine Nervenerkrankung lähmte zusehends seinen Körper und führte zu fortschreitendem Kräfteverfall. Am 1. März 1822 schickte er das letzte Kapitel an seinen Freund Julius Eduard Hitzig zur Durchsicht. Er hatte Angst, „dass man dem Schluss doch vielleicht die Schwäche des kranken Autors anmerken möchte.“ Das Erscheinen seiner Erzählung und die ersten Rezensionen konnte Hoffmann noch miterleben. Er starb am 25. Juni 1822.
Diese Verzögerungen führten später zu der Meinung zeitgenössischer Kritiker, der Erzählung mangle es an inhaltlicher Geschlossenheit. Heinrich Heine schrieb sogar: Wenn der Buchbinder die Blätter desselben willkürlich durcheinander geschossen hätte, würde man es sicher nicht bemerkt haben. Es ist jedoch anzunehmen, dass den meisten Kritikern des 19. Jahrhunderts nur die unvollständige Ausgabe des Märchens vorlag, die im April 1822 nach Zensur und Einleitung von Untersuchungen gegen E. T. A. Hoffmann erschienen war. Die von der Zensur gestrichenen Textstellen wurden erst 1906 von Georg Ellinger im Geheimen Staatsarchiv in Berlin entdeckt und 1908, 86 Jahre nach dem Tod Hoffmanns, von Hans von Müller herausgegeben.
Der Herausgabe der Erzählung Meister Floh ging bei der Kritik und den Lesern eine Erwartungshaltung voraus, die durch die Zensur des Werks und das Disziplinarverfahren gegen Hoffmann geschürt worden war. Die ersten Kritiken in den Berliner Tageszeitungen waren durchaus wohlwollend. Die Kritiker mutmaßten, wer wohl mit der Figur des Meisters Floh gemeint sein könnte und welche Inhalte den Argwohn der Zensurbehörde geweckt haben könnten.

## Die Knarrpanti-Handlung
Obwohl in der Erzählung Meister Floh phantastische Elemente und groteske Figuren überwiegen, wurde sie von der Zensur als Satire verstanden. Dies liegt hauptsächlich an der Titelfigur und den Anfängen der Kapitel vier und fünf, der so genannten „Knarrpanti-Handlung“.
Als eine der beiden Hauptfiguren tritt Meister Floh in wechselnder Größe auf. Er stammt aus einem vom dämonisch-destruktiven Egelprinz bedrohten Phantasiereich und gerät in die Hände eines Flohbändigers, der damit zugleich Macht über sein Volk erhält und es Kunststückchen vorführen lässt. Doch der freiheitsliebende Meister flieht aus dem Zirkus und will mit seinem leichtsinnigen springfreudigen Volk in Freiheit leben, wie es seiner republikanischen Natur entspricht. Er versteckt sich bei dem naiven Peregrinus und setzt diesem in seine Pupille eine Linse ein, wodurch er die hinterlistigen Absichten erkennen kann, die sich hinter den freundlichen Worten der Menschen verbergen (3. u. 4. Abenteuer). Durch diese Gedanken-Linse vermag er auch in der Knarrpanti-Episode die Strategie des Geheimen Hofrats Knarrpanti zu durchkreuzen, der ihm eine erfundene Prinzessin-Entführung in die Schuhe schieben will, um sich bei seinem Fürsten zu profilieren. Er lässt Peregrinus verhaften und wirft ihm vor, am Weihnachtsabend aus einer großen Gesellschaft bei einem reichen Bankier eine vornehme Dame entführt und ermordet zu haben. Als sich herausstellt, dass in der Stadt gar keine vornehme Dame vermisst wird, meint der Geheime Hofrat, „wenn erst der Verbrecher ermittelt sei, würde sich das begangene Verbrechen von selbst finden“.

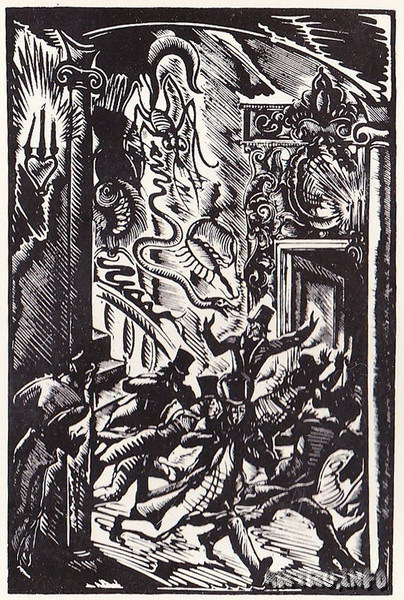
Landung des Flohmeisters. Allegorische Illustration zu Hoffmanns Erzählung von Alexei Krawtschenko

### Märchen und Realität
E. T. A. Hoffmann spielte damit auf einen wahren Fall an, der sich wenige Monate vor der Arbeit an Meister Floh ereignet hatte. 1814 war Hoffmann wieder in den preußischen Staatsdienst getreten, 1816 wurde er zum Kammergerichtsrat ernannt und 1819 in die Untersuchungskommission „zur Ermittlung hochverräterischer Verbindungen und anderer gefährlicher Umtriebe“ berufen. Dabei ging es um die so genannte Demagogenverfolgung im Anschluss an die Karlsbader Beschlüsse gegen Mitglieder der verbotenen Burschenschaften und der Turnbewegung. Hoffmann widersprach dabei dem Ministerialdirektor im Polizeiministerium, Karl Albert von Kamptz, als dieser Friedrich Ludwig Jahn (bekannt als Turnvater Jahn) frühzeitig öffentlich für überführt erklärte und entsprechende Berichte in den Berliner Zeitungen lancierte, obwohl diesem keinerlei konkretes rechtliches Vergehen vorgeworfen werden konnte.
Kamptz legte der Kommission beschlagnahmte Schriften und Tagebücher von Studenten vor und meinte, allein aus der daraus erfolgten Interpretation ihrer Gesinnung und Absichten schon eine Anklage vertreten zu können. So sah es Kamptz im Fall des inhaftierten Studenten Gustav Asverus als äußerst belastend an, dass der junge Mann in seinem Tagebuch einmal den Satz „heute war ich mordfaul“ notiert hatte. Kamptz nahm den ersten Teil des Begriffs „mordfaul“ wörtlich. Für ihn war eindeutig, dass Asverus möglicherweise schon mehrere Morde begangen hatte und nur an diesem Tag zu faul dazu gewesen war. E. T. A. Hoffmann konnte nicht widerstehen, diesen in der Immediat-Kommission bekannten Satz und seine Interpretation wörtlich in seinen Meister Floh aufzunehmen.
Dazu konstruierte er die Verhaftung der Figur Peregrinus Tyß wegen angeblicher Entführung. Vom Geheimen Hofrat Knarrpanti, in dem sich später der Polizeidirektor Kamptz wiedererkannte, werden im fünften Abenteuer im Meister Floh ebenfalls Tagebücher als Beweise für die Entführung vorgelegt. Der Vertreter des Rates der Stadt Frankfurt, in dem sich Hoffmann laut der späteren Beschwerde des Polizeidirektors Kamptz selbst dargestellt habe, weist die Anschuldigungen gegen Peregrinus schließlich zurück.
In den fiktiven Tagebüchern des Peregrinus Tyß im Meister Floh heißt es beispielsweise: „Heute sah ich im Theater Mozarts “Entführung aus dem Serail” zum zwanzigstenmal mit dem selben Entzücken. Es ist doch was Hohes, Herrliches um diese Entführung.“ Hofrat Knarrpanti reißt dabei den zweiten Satz aus dem Zusammenhang und legt ihn als Indiz gegen den „Entführer“ Peregrinus vor. Weitere Sätze, in denen Peregrinus das Wort „Entführung“ im metaphorischen Sinne gebraucht, werden von Knarrpanti wörtlich genommen. Polizeidirektor Kamptz beschuldigte Hoffmann später, diese Sätze wörtlich aus den Protokollen der Immediat-Kommission übernommen und nur das Wort „Freiheit“ in den Protokollen durch das Wort „Entführung“ in seinem Werk Meister Floh ersetzt zu haben.

### Untersuchung gegen Hoffmann
Schon vor der Drucklegung des Werks hatte E. T. A. Hoffmann beim Stammtisch in dem Berliner Weinhaus Lutter & Wegner am Gendarmenmarkt angekündigt, dass seine Erzählung Meister Floh auch humoristische Anspielungen auf die Vorgänge bei der Demagogenverfolgung enthalten werde. Am 10. Januar 1822 notierte der Schriftsteller Varnhagen von Ense in seinem später herausgegebenen Tagebuch: „Der Herr Kammergerichtsrat Hoffmann schreibt an einem humoristischen Buche, worin die ganze demagogische Geschichte, fast wörtlich aus den Protokollen, höchst lächerlich gemacht wird.“
In der Zeit der Restauration gab es zahlreiche Spitzel und Informanten bei gesellschaftlichen Zusammentreffen. So erfuhr auch der Polizeidirektor Karl Albert von Kamptz bald von den Plänen Hoffmanns. Bereits am 17. Januar reiste der Agent Georg Klindworth im Auftrag des Innen- und Polizeiministers zum Senat der Freien Stadt Frankfurt am Main und ließ das Manuskript zum Meister Floh bei Hoffmanns Verleger beschlagnahmen, da in einem Teil des Werkes Prozessunterlagen zitiert würden, die die Amtsverschwiegenheit verletzten und den preußischen König beleidigten. Tatsächlich wird der „Fürst“, der in der Erzählung den Hofrat Knarrpanti mit Untersuchungen beauftragt hat, als unbedeutender und verschuldeter Herrscher beschrieben. Von diesem Herrscher wird gesagt, „daß von allen Staatseinrichtungen, die er aus der Geschichte kannte, ihm keine besser gefiel als die Geheime Staats-Inquisition, wie sie ehemals in Venedig stattfand.“ Wenn man davon ausgeht, dass mit Knarrpanti der Polizeidirektor Kamptz gemeint war, dann wäre dessen Fürst der König von Preußen, Friedrich Wilhelm III., gewesen.
Nachdem Hoffmann selbst über die gegen ihn eingeleiteten Untersuchungen erfahren hatte, versuchte er, zwei Textstellen in dem Manuskript streichen zu lassen, da sie „gewisser Umstände halber großen Verdruß machen könnten.“ Aber es war bereits zu spät. Polizeidirektor Kamptz schrieb am 31. Januar 1822 einen Bericht an den Minister des Inneren und der Polizei Friedrich von Schuckmann, in dem er darstellt: „Der von dem Kammergerichtsrat Hoffmann der Wilmansschen Buchhandlung zum Verlag gegebene Roman ‚Meister Floh‘ ist weniger die Darstellung einer zusammenhängenden abgeschlossenen Begebenheit als vielmehr ein Vehikel, die verschiedenartigsten Gegenstände vorzutragen und zu persiflieren.“
Hoffmann blieb nichts anderes übrig, als sein Werk zu verteidigen. Obwohl seine Verteidigungsschrift eine Stellungnahme in dem gegen ihn eingeleiteten Disziplinarverfahren darstellt, gibt sie dennoch Einblicke in die Intentionen des Dichters. Er schließt die Verteidigung mit den Worten, „nicht aus dem Auge zu lassen, daß hier nicht von einem satyrischen Werke, dessen Vorwurf Welthändel und Ereignisse der Zeit sind, sondern von der phantastischen Geburt eines humoristischen Schriftstellers, der die Gebilde des wirklichen Lebens nur in der Abstraction des Humors wie in einem Spiegel auffassend reflectirt die Rede ist.“
Zu einem Abschluss des Disziplinarverfahrens kam es nicht mehr, da E. T. A. Hoffmann schon bald nach dem Erscheinen des Meister Floh verstarb.

## Interpretation
Nicht nur unter gesellschaftskritischen, auch unter literarischen Gesichtspunkten wurde die Erzählung unterschiedlich rezipiert. Hoffmanns Zeitgenossen interpretierten die Erzählung vorwiegend allegorisch auf der Grundlage der romantischen Märchenmotive und kritisierten v. a. deren Heterogenität. Richtungsweisend war hier Heines Beurteilung: „Das Buch hat keine Haltung, keinen großen Mittelpunkt, keinen inneren Kitt. Wenn der Buchbinder die Blätter desselben willkürlich durcheinander geschossen hätte, würde man es sicher nicht bemerkt haben.“ Auf dieses Urteil beriefen sich auch viele Literaturkritiker: Z. B. spricht Cramer von einer „schwer zu greifenden Zerfaserung“ die sich „bisher einer stimmigen Interpretation entzogen“ habe. Jürgens und Martini nennen als Gründe Hoffmanns „Vielschreiberei“ und die durch die Krankheit des Autors bedingte eilige Beendigung.
In letzter Zeit gibt es Versuche, die angebliche Zusammenhangslosigkeit und „Verworrenheit“ als bewusst eingesetzte Stilmittel zu deuten. Die Literaturwissenschaftler dieser Richtung untersuchen das „vielschichtige Werk“ nach dem „Zusammenklang der ›Dissonanz der Erscheinungen‹“ und interpretieren es je nach Deutung des Schlusssatzes „und die wundersame Geschichte vom Meister Floh nimmt ein fröhliches und erwünschtes Ende“ unterschiedlich: satirisch mit Justiz-, Wissenschafts-, Wirtschafts-, Staats-, Gesellschafts- sowie Kultur- und Literaturkritik, humoristisch in der ›Grundharmonie‹, d. h. im Zusammenhang mit der Situationskomik, den grotesken Personen und den bizarren Erfindungen, ironisch resignativ oder als grotesk märchenhafte Satire.
Diskutiert wird in diesem Zusammenhang die Wandlung des Protagonisten vom einzelgängerischen Sonderling und Phantasten zum bürgerlichen Ehemann und Vater und die Rückgabe des Gedankenlesegeräts als Quelle des Misstrauens und seine Ersetzung durch den Karfunkel: Ist dieser Prozess als Desillusionierung und resignativer Rückzug aus der Gesellschaft, als Reifung zum Pragmatismus oder als Erkenntnis der Paradoxien sowohl der Märchenwelt als auch der Realität mit der Konsequenz einer Orientierung auf das private Glück zu verstehen?
Hoffmann wählte als Handlungsort den Prototyp einer Handelsstadt. Peregrinus und sein Vater repräsentieren zwei ganz unterschiedliche Weltansichten und Lebensweisen. Der angesehene Kaufmann Tyß ist ein Vertreter der pragmatischen geschäftstüchtigen Welt, während sein Sohn Peregrinus (lat. der Fremde) ein alternatives, in ironischer Brechung allerdings vom Vermögen der Eltern finanziertes, Leben wählt. Durch geschickte Spekulationen an der Börse ist Vater Tyß reich geworden und konnte sich ein schönes Haus am Roßmarkt kaufen. Er „hatte den Grundsatz, dass der reichste Mann ein Geschäft und durch dasselbe einen bestimmten Standpunkt im Leben haben müsse; geschäftslose Leute waren ihm ein Greuel“. Nach diesem Prinzip wollte er seinen einzigen Sohn als Nachfolger aufbauen. Er ließ ihn zuerst durch einen Hofmeister ausbilden und schickte ihn dann für drei Jahre auf die Universität Jena. Doch er musste erkennen: „Hans der Träumer ging hin, Hans der Träumer kehrt zurück!“ Denn Herr Tyß ahnte schon früh, dass Peregrinus aus der Art schlagen würde und keine Anlagen zum Kaufmann besitzt. Bereits der kleine Junge hatte kein Interesse für die äußerlichen praktischen Dinge und für das systematische Lernen. Er sprach nicht gern mit den Menschen, er mochte keine Dukaten, große Geldsäcke und Hauptbücher, er konnte das Wort „Wechsel nicht aussprechen hören […], ohne krampfhaft zu erbeben, indem er versicherte, es sei ihm dabei so, als kratze man mit der Spitze des Messers auf einer Glasscheibe hin und her“. Vielmehr spann sich Peregrinus in seine Phantasiewelt ein, fühlte sich von einem Bild der märchenhaften Stadt Peking hingezogen nach fernen Gegenden: „Das, was sein Gemüt ansprach, war nun alles Wunderbare, alles was seine Fantasie erregte, in dem er dann lebte und webte.“ Als der Vater es noch einmal mit einer Lehre bei einem Handelsfreund in Hamburg versuchte, um ihn „zur Vernunft zu bringen“ und ihn „mit Gewalt hineinzustoßen in das Geschäft“, tauchte sein Sohn unter und kehrte erst nach drei Jahren zu Fuß zurück in seine Vaterstadt. Peregrinus ist im Prinzip ein Vertreter der Romantik. In dieser Zeit beurteilten v. a. Intellektuelle im Bereich der Literatur und Kunst die gesellschaftliche Entwicklung kritisch. Die immer mehr über die alten Befestigungsringe hinaus expandierenden Städte, die zunehmende, durch die Industrialisierung forcierte Spezialisierung der Gesellschaft und die Dominanz rationaler wissenschaftlicher Analysen erweckte in ihnen die Sehnsucht nach einem einfachen, ganzheitlichen Leben, das man in der Natur oder in einer Phantasiewelt suchte.

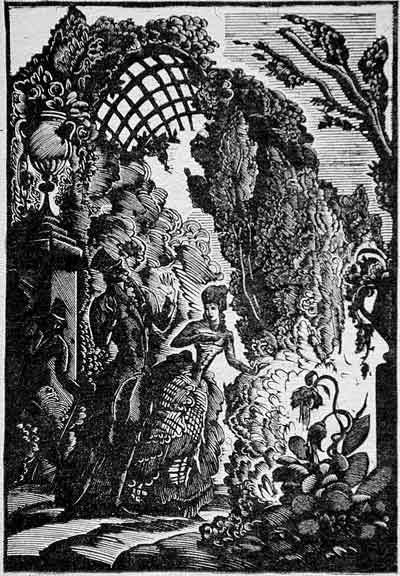
Egelprinz-Egel, Gamaheh-Dörtje und Zeherit-Pepusch. Illustration von Alexsei Krawtschenko, 1922

Nach Peregrinus Rückkehr nach Frankfurt setzt die phantastische, sich vielleicht im Inneren Peregrinus abspielende Haupthandlung ein, die zu seiner Wandlung führt: „Erst seine Beschützerrolle gegenüber Meister Floh und dessen Gedankenmikroskop – es steht allegorisch für die unbestechliche Vernunft – erwecken in ihm das geforderte höhere Bewusstsein. Die letzte Erkenntnis und zugleich Lösung aller Verwicklungen folgt jedoch aus seinem liebenden Vertrauen zu Röschen. Solches Erkennen in Liebe findet seine formale Entsprechung im Humor, zu dessen Spielarten auch Meister Flohs heitere Überlegenheit angesichts einer schlimmen Welt gehört“.
Durch die Gedanken-Linse kann sich Peregrinus aus seiner als Protest gegen den Vater unbewusst gewählten Kinderwelt lösen. Er verliert mit seiner Naivität aber auch seine unbekümmerte Freude. Mit der Emanzipation wird er zugleich prinzipiell misstrauisch gegenüber den Menschen. Diese Vernunft-Etappe ist für ihn eine wichtige Erfahrung auf dem Weg aus der Leichtgläubigkeit zu einem ganzheitlichen Leben. Er erkennt nämlich die Begrenztheit situativer, oft nur zufälliger Einblicke wie auch isolierter Fakten („Ihr trachtetet die Natur zu erforschen, ohne die Bedeutung ihres inneren Wesens zu ahnen.“) bei der Beurteilung vielschichtiger Persönlichkeiten und komplexer Beziehungen, z. B. in der zeitweise durch die Rivalität um Gamaheh-Dörtje gestörten Freundschaft mit George Pepusch, dem zuliebe er auf das Mädchen verzichtet (6. Abenteuer). Um „die furchtbaren Geheimnisse jener Untiefen“ aufzuspüren, bedarf es einer zuversichtlich-emotionalen Komponente, die Peregrinus sowohl im Phantasiereich wie in der Realität in hilfreich-aufbauenden Kräften findet, z. B. in dem ihm im Traum erschienenen König Sekakis, mit dem er sich identifiziert, und in Röschen, seiner Blumenkönigin. Müller-Seidel nennt als Gerüst der Erzählung das Schema von Unschuld, ihrem Verlust und ihrer Wiedergewinnung. In bedeutungstiefer Symbolik hat die Tochter des Buchbinders Lämmerhirt ihm den Schnitt seiner von ihrem Vater in roten Maroquin gebundenen Ariost-Prachtausgabe vergoldet (s. Goldener Schnitt). „Peregrinus erkannte sich selbst, er fühlte, dass der zum Leben entzündende Karfunkel glühe in seiner Brust.“ Sie heiraten in ihrem neuen Landhaus mit großem Garten in der Nähe der Stadt. Röschen stärkt sein Vertrauen in die Menschen und die dämonischen Figuren verschwinden. Nach Martini kündigt sich in Hoffmanns letztem Märchen angesichts seines nahenden Endes die Reife der Versöhnung mit der Wirklichkeit und dem Schicksal an. Segebrecht schreibt, Tyß finde sein Glück in der lebendigen Frankfurter Diesseitigkeit, auch wenn er in Vorstellungen und Träumen den Zugang zu „Famagusta“ nicht völlig verliere, ja sich dort sogar in sein Königsamt eingesetzt sehe.
Andererseits könnte der Rückzug Peregrinus aufs Land und ins Private nicht als Erfüllung seines Glücks gedeutet werden, es scheine sich vielmehr eine wachsende Resignation Hoffmanns breitzumachen. Peregrinus werde, auch wenn er nicht in der Handelsstadt wohnt, Teil des Systems. Er passe sich der bürgerlichen Wirklichkeit an und danke, abgesehen von Weihnachten, als König der Phantasiewelt ab, d. h. die phantastische Welt könne nicht in die Realität integriert werden. Objektiv gesehen gebe es keinen Märchenschluss.

## Adaptionen
Lesung
- Lesung auf LibriVox[23]
- audible. Sprecher: Hans Jochim Schmidt (6 Std. 46 Min)

Theater
- „Meister Floh“ in der Fassung von Margrit Carls. theater Viel Lärm Um Nichts in der Pasinger Fabrik München. Regie: Matthias Friedrich (2000)
- „Peregrinus und der Meister Floh“, Michael Rousavys Version der Werke E.T.A. Hoffmanns. Das Neue Schauspiel Leipzig in Koproduktion mit dem Theater Kokolores. Regie: Claudia Rath und Markus Czygan (2012)

Illustration
- Theodor Hosemann. Bebilderung für die erste vollständige Gesamtausgabe der Werke Hoffmanns in Deutschland, 1844/45 im Verlag Reimer in Berlin.
- George Cruikshank. In: Specimens of German Romance von George Soane, London, 1826
- Alexei Iljitsch Krawtschenko (1922)
- Stefan Mart (vermutlich ein Pseudonym): Lese- und Bilderbuch Märchen der Völker, Hrsg.: „Cigarettendienst Hamburg-Bahrenfeld“ (1932)[24]